# Inre Hollsvattnet
Inre Hollsvattnet är en sjö i Bodens kommun i Norrbotten och ingår i Luleälvens huvudavrinningsområde. Sjön har en area på 2,46 kvadratkilometer och ligger 62 meter över havet.

## Delavrinningsområde
Inre Hollsvattnet ingår i det delavrinningsområde (733220-175220) som SMHI kallar för Mynnar i Inre Hollsvattnet. Medelhöjden är 95 meter över havet och ytan är 14,93 kvadratkilometer. Det finns ett avrinningsområde uppströms, och räknas det in blir den ackumulerade arean 16,69 kvadratkilometer. Vattendraget som avvattnar avrinningsområdet har biflödesordning 3, vilket innebär att vattnet flödar genom totalt 3 vattendrag innan det når havet efter 67 kilometer. Avrinningsområdet består mestadels av skog (78 procent). Avrinningsområdet har 2,45 kvadratkilometer vattenytor vilket ger det en sjöprocent på 16,4 procent.